# Burnt Islands
Die Burnt Islands sind drei unbewohnte Inseln in der Meeresstraße Kyles of Bute. Administrativ gehören sie zur schottischen Unitary Authority Argyll and Bute. Angeblich befindet sich dort eine Begräbnisstätte aus der Zeit der Wikingerbesetzung.
Die drei Inseln befinden sich nahe dem nördlichsten Punkt der Kyles of Bute am Abzweig von Loch Riddon östlich von Buttock Point, dem nördlichsten Punkt der Insel Bute. Die westlichste der drei Inseln heißt Eilean Fraoich, was Heideinsel bedeutet. Sie weist eine Länge von 280 m und eine Breite von 160 m auf und wird als felsig mit wenigen Bäumen beschrieben. Die größte Insel, Eilean Mòr, ist 400 m lang und 190 m breit. Sie ist teilweise bewaldet. Die östliche Eilean Buidhe liegt nur etwa 100 m abseits der Cowal-Küste. Sie ist mit einer Länge von 160 m bei einer Breite von 100 m die kleinste der Inseln. Ein historischer Dun auf der Insel wurde erstmals 1822 beschrieben und 1936 freigelegt. Die beinahe kreisrunde Anlage wurde von bis zu vier Meter mächtigen Mauern umfriedet, die ein Areal mit einem Durchmesser von etwa 19,5 m einschlossen. Das Mauerwerk ist heute bis zu einer Höhe von 1,5 m erhalten.